# Жары (гмина)
Жары (пол. Żary)—сельская гмина (волость) в Польше, входит как административная единица в Жарский повет, Любушское воеводство. Население — 11 486 человек (на 2004 год).

## Сельские округа
1. Беджиховице-Дольне
2. Бенюв
3. Богумилув
4. Яникув
5. Дроздув
6. Русоцице
7. Дрожкув
8. Грабик
9. Кадлубя
10. Любанице
11. Любомысль
12. Лаз
13. Лукавы
14. Маршув
15. Миловице
16. Миростовице-Дольне
17. Миростовице-Гурне
18. Ольбрахтув
19. Ольшинец
20. Росцице
21. Сенява-Жарска
22. Сёдло
23. Ставник
24. Сурова
25. Влостув
26. Домбровец
27. Злотник

## Соседние гмины
1. Гмина Илова
2. Гмина Ясень
3. Гмина Липинки-Лужыцке
4. Гмина Новогруд-Бобжаньски
5. Гмина Пшевуз
6. Гмина Вымярки
7. Гмина Жагань
8. Жагань
9. Жары